# Arkesden
Arkesden est un village et une paroisse civile de l'Essex, en Angleterre.